# Anomoeotes instabilis
Anomoeotes instabilis là một loài bướm đêm thuộc họ Anomoeotidae. Loài này có ở Cameroon.